# 黎安·萊姆絲
黎安·萊姆絲（Margaret LeAnn Rimes，1982年8月28日—）是一名美國鄉村音樂與流行音樂歌手。她是葛萊美獎最佳新人史上最年輕的獲獎者，1997年以《Blue》獲獎時年僅14歲。她亦獲得過1次全美音樂獎、3次鄉村音樂學院獎和12次公告牌音樂獎。

## 簡介
黎安·萊姆絲于1982年8月28日出生於美國密西西比州傑克森市，為家中独生女。她13歲時便以單曲"BLUE"嶄露頭角，並於1997年摘下兩座葛萊美獎。她的單曲"How Do I Live"曾在美國告示牌蟬連69周，打破美國音樂史的紀錄。此外，她還賣出了超過300萬張專輯，28歲時便已擁有超過5000萬張的銷售紀錄。她一共拿下一個全美音樂獎、兩個葛萊美獎、三個鄉村音樂獎和十二個告示牌音樂獎。同時，她也被選為迪士尼五十週年紀念演唱歌曲"Remember When"的歌手。

## 外部連結
- Official International Website
- Official Myspace: LeAnn Rimes（页面存档备份，存于）